# كوتو كوباياشي
كوتو كوباياشي (باليابانية: 小林大海؛ بالكانا: コバヤシ コト) هو لاعب كرة قدم ياباني في مركز حراسة المرمى، ولد في 26 مايو 1988 في كاناغاوا في اليابان. لعب مع Japan Soccer College ‏.